# Виштынецкий эколого-исторический музей
Виштынецкий эколого-исторический музей — калининградское региональное общественное некоммерческое научно-культурное учреждение, работающее с 2002 года.
Оно создано с целью повышения культурного и творческого потенциала населения Виштынецкой возвышенности, содействия осознанию неразрывной взаимосвязи человека с естественной средой, сохранения и восстановления естественной природной среды Виштынецкой возвышенности и Калининградской области, а также культурного наследия Виштынецкой возвышенности.
Работа осуществляется по следующим направлениям:
- повышение интереса общественности к вопросам экологии, истории и культуры посредством широкой пропаганды тесной взаимосвязи человека и природы, экологических знаний;
- организация научных исследований с целью изучения природы, истории и культуры Виштынецкой возвышенности, а также для аргументации придания соответствующего охранного статуса её территории, содействие проведению подобных исследований;
- содействие сохранению и восстановлению естественной природной среды, памятников природы, культуры и истории Виштынецкой возвышенности и остальной территории Калининградской области;
- организация работы детских исследовательских и творческих студий;
- содействие развитию природопознавательного туризма;
- содействие установлению дружеских контактов между жителями Калининградской области, Литвы и Польши, живущими в приграничных районах.

## Выставки
- «Перекрёсток памяти — Вильгельм и Луиза», с 24 сентября 2005 г. В кирхе Королевы Луизы (Кукольный театр, ПКиО Центральный, Калининград). Действует постоянно.
- «Страна, где рождаются реки…». Музейная экспозиция о природе и истории Виштынецкой возвышенности в здании музея К. Донелайтиса в пос. Чистые Пруды Нестеровского района. Действует постоянно.
- «Привет из Роминтен — Gruss aus Rominten» (15.08.2006г.)
- Экспозиция Виштынецкого экомузея в Калининграде в музее Мирового океана (с 22 марта по 24 апреля 2006 г.)
- Конкурс детских творческих работ «Мой мир — моя земля»(февраль — сентябрь 2006 г.)
- Выставка «Дети, школа, лес» о детях и школе в посёлке Краснолесье (с 31 августа 2006 г.)
- Выставка анималистической графики Татьяны Пушкарёвой (Москва) (март-апрель 2009 г., Калининград)
- Музейная ночь в Краснолесье - 2011 "ТЕНИ СТАРОГО ЛЕСА"
- 25 декабря 2012 Выставка-экспозиция "Открытия прикосновений" (25.12.2012г.)